# コルネリウス (ローマ教皇)
コルネリウス（Cornelius, ? - 253年6月25日）は、ローマ教皇（在位：251年3月6日/13日 - 253年6月25日）。
前教皇ファビアヌスの死から14か月の空白を経て、コルネリウスは251年3月に教皇に選出された。この時期はデキウス帝の激しかった迫害が小休止している時期であった。コルネリウスの選出に対して激しく反対したのはノウァティアヌスとその一派であった。その理由は大罪のゆるしについて、コルネリウスらは司教であれば、殺人、姦通、背教といった大罪もゆるすことができると考えたが、ノウァティアヌスは人間にはその罪をゆるすことができず、最後の審判でのみ裁かれると考えたのだった。神学者キュプリアヌスの支援によって、なんとかコルネリウスは教皇職につくことができ、ノバティアヌス派はローマを追われたが、自らの正当性を主張しつづけた。
2年間の教皇職在位の後、トレボニアヌス帝の迫害によってチェントゥリチェッレに追放され、そこで死去した。カトリック教会の聖人であるコルネリウスの記念日は、キュプリアヌスと同じ9月16日であるが、それは彼の殉教の日ではない。